# Betontreksterkte
De mate waarin beton weerstand kan bieden tegen trekkrachten wordt betontreksterkte genoemd. Door zijn steenachtige structuur is beton niet goed in staat om trekkrachten op te nemen. Alleen in bijzondere situaties mag de treksterkte van beton in rekening worden gebracht.
Deze bijzondere situaties zijn:
- zeer kortdurende belastingen
  - stoot-belastingen of explosiebelastingen
- betonconstructies die na het ontstaan van scheuren niet kunnen bezwijken en waarvan de buig-trekspanningen beperkt blijven, bijvoorbeeld:
  - plaatconstructies die direct op de bodem zijn gefundeerd.
  - poerconstructies
  - wandconstructies

De betontreksterkte is gerelateerd aan de karakteristieke kubusdruksterkte van de beton. Volgens de Nederlandse Norm (NEN) 6720 bedraagt de rekenwaarde van de treksterkte: f.b=0,7*(1,05+0,05*f'ck)/1,4. Hierin is f.b de rekenwaarde van de treksterkte en f'ck de karakterestieke kubusdruksterkte van de beton.